# Simulium satsumense
Simulium satsumense är en tvåvingeart som beskrevs av Takaoka 1976. Simulium satsumense ingår i släktet Simulium och familjen knott. Inga underarter finns listade i Catalogue of Life.